# قانون 5 نوفمبر
 

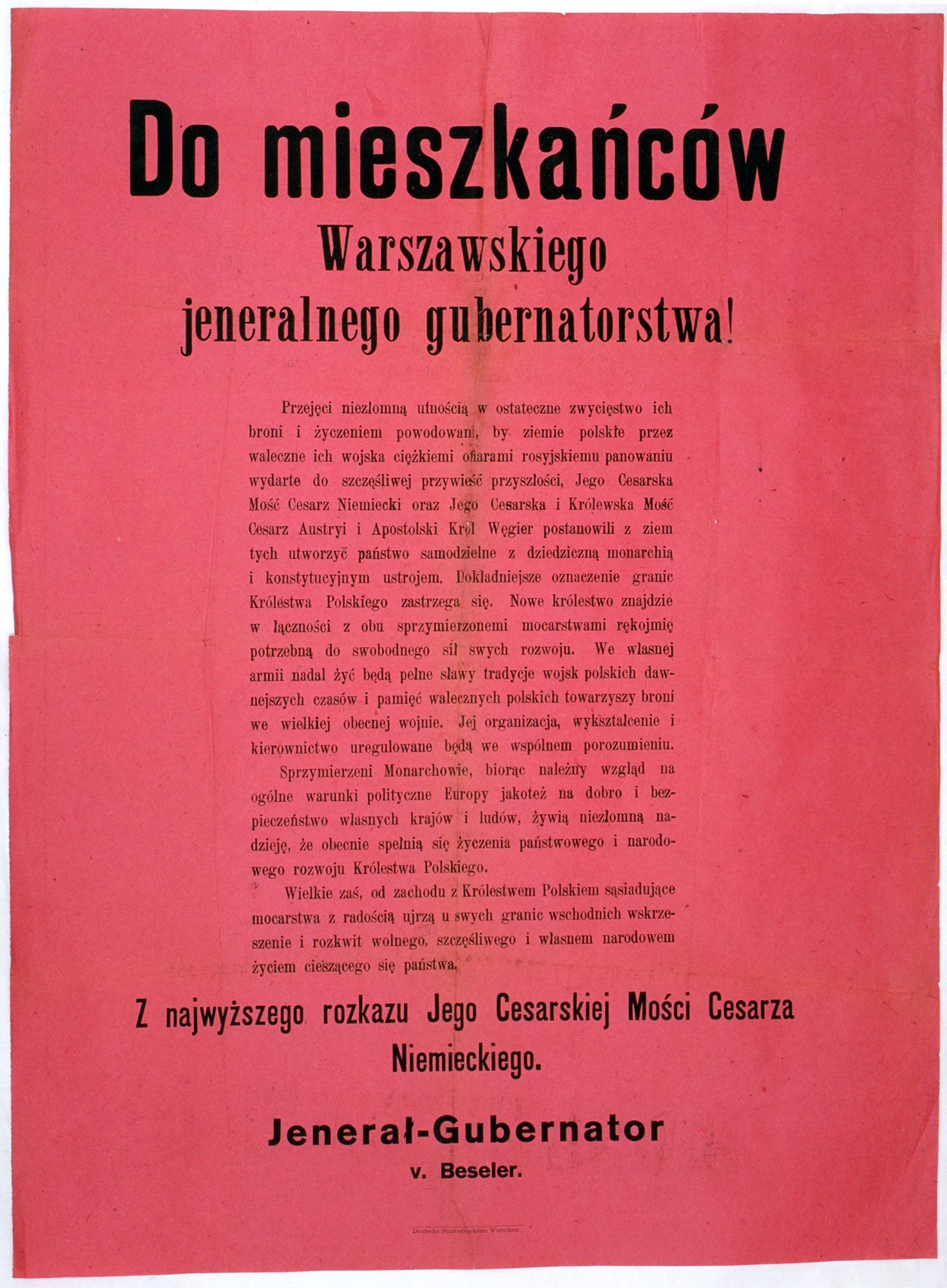
قانون 5 نوفمبر

كان قانون الخامس من نوفمبر لعام 1916 بمثابة إعلان من الأباطرة فيلهلم الثاني ملك ألمانيا وفرانتس يوزف ملك النمسا والمجر. وعد هذا القانون بإنشاء مملكة بولندا خارج أراضي كونجرس بولندا، التي تصورها واضعوها كدولة دمية تسيطر عليها قوى المركز. كان أصل تلك الوثيقة هو الحاجة الماسة لتجنيد مجندين جدد من بولندا التي تحتلها ألمانيا للحرب مع روسيا. على الرغم من أن القانون نفسه لم يعبر إلا عن القليل جدًا من الناحية الملموسة، إلا أن إعلانه يعتبر أحد العوامل الرئيسية في الجهود البولندية لاستعادة الاستقلال. على الرغم من التصريحات الرسمية، خططت الإمبراطورية الألمانية بالفعل لضم ما يصل إلى 30 ألف كيلومتر مربع من كونغرس بولندا قبل الحرب، مع طرد ما بين 2 إلى 3 ملايين بولندي من هذه الأراضي لإفساح المجال للمستوطنين الألمان.   
بعد الإعلان، في 6 ديسمبر 1916، تم إنشاء مجلس الدولة المؤقت، برئاسة فاكلاف نيمووفسكي، وجوزيف بيوسودسكي رئيسًا للجنته العسكرية. تم وضع وحدات المنظمة العسكرية البولندية تحت إدارة مجلس الدولة المؤقت، إلا ان المجلس لم يكن يتمتع بسلطة حقيقية، مما أدى إلى حدوث أزمة القسم. وبعد حل أزمة القسم في أغسطس 1917. شكلت اللجنة المؤقتة لمجلس الدولة المؤقت [الإنجليزية] ( Komisja Przejściowa Tymczasowej Rady Stanu ) ومن بعده مجلس الوصاية .
كان لقانون الخامس من نوفمبر تأثير واسع النطاق بين حلفاء الحرب العالمية الأولى . في ديسمبر 1916، دعم البرلمان الإيطالي استقلال بولندا، وفي أوائل عام 1917، عاد القيصر الروسي نيقولا الثاني إلى فكرة بولندا المستقلة، المرتبطة باتحاد مع الإمبراطورية الروسية الذي اقترحه المسؤولون الروس بالفعل في عام 1914. وفي الوقت نفسه، أعرب الرئيس الأمريكي وودرو ويلسون علنًا عن دعمه للدولة البولندية الحرة.
بعد هدنة 11 نوفمبر 1918 التي أنهت الحرب العالمية الأولى، على الرغم من الاعتماد الأولي الكامل للمملكة على رعاتها، فقد خدمت في النهاية ضد نواياهم باعتبارها الدولة الأولية حجر الزاوية للجمهورية البولندية الثانية الناشئة، وتألفت الأخيرة أيضًا من الأراضي التي لم تنوي قوى المركز أبدًا التنازل عنها لبولندا.

## أنظر أيضا
- مجلس الدولة المؤقت

## روابط خارجية
- إعلان الإمبراطور الألماني وإمبراطور النمسا بشأن إنشاء مملكة بولندا
- احتجاج الحكومة الروسية ضد الإعلان النمساوي الألماني الصادر في 6 نوفمبر 1916، بشأن احترام بولندا
- احتجاج حكومات بريطانيا العظمى وفرنسا وإيطاليا ضد الإعلان النمساوي الألماني الصادر في 6 نوفمبر 1916 بشأن بولندا